# Élections constituantes de 1946 dans l'Allier

Les élections constituantes françaises de 1946 se déroulent le 2 juin. 

## Mode de scrutin
L'assemblée constitutionnelle est élu selon la représentation proportionnelle suivant la règle de la plus forte moyenne dans le département, sans panachage ni vote préférentiel. Il y a 586 sièges à pourvoir.
Dans le département de l'Allier, cinq députés sont à élire.

## Élus
|   | Député sortant        |  | Groupe parlementaire | Député élu     |  | Groupe parlementaire |
| - | --------------------- |  | -------------------- | -------------- |  | -------------------- |
| 1 | Henri Ribière         |  | SFIO                 | Pierre Villon  |  | PCF                  |
| 2 | Marcel Pouyet         |  | SFIO                 | Henri Védrines |  | PCF                  |
| 3 | Pierre Villon         |  | PCF                  | Henri Ribière  |  | SFIO                 |
| 4 | Henri Védrines        |  | PCF                  | Marcel Pouyet  |  | SFIO                 |
| 5 | Jean-Pierre Giraudoux |  | MRP                  | Yves Helleu    |  | MRP                  |

## Résultats
La liste menée par Jean-Pierre Giraudoux (Rassemblement de la résistance républicaine), député sortant, se retire avant le scrutin. 
| Parti    | Parti                                           | Tête de liste         | Résultats | Résultats | Sièges |
| Parti    | Parti                                           | Tête de liste         | Voix      | %         | Sièges |
| -------- | ----------------------------------------------- | --------------------- | --------- | --------- | ------ |
|          | Parti communiste français                       | Pierre Villon         | 66 996    | 35,28     | 2      |
|          | Section française de l'Internationale ouvrière  | Henri Ribière         | 56 194    | 29,59     | 2      |
|          | Mouvement républicain populaire                 | Yves Helleu           | 40 946    | 21,56     | 1      |
|          | Parti républicain radical et radical-socialiste | Pierre-Victor Léger   | 25 671    | 13,42     | /      |
|          | dissident MRP-Gaullistes                        | Jean-Pierre Giraudoux | 6         | 0,00      | /      |
|          |                                                 |                       |           |           |        |
| Inscrits | Inscrits                                        | Inscrits              | 246 248   | 100,00    |        |
| Votants  | Votants                                         | Votants               | 192 400   |           |        |
| Exprimés | Exprimés                                        | Exprimés              | 189 913   | 77,12     |        |